# Perlucidus

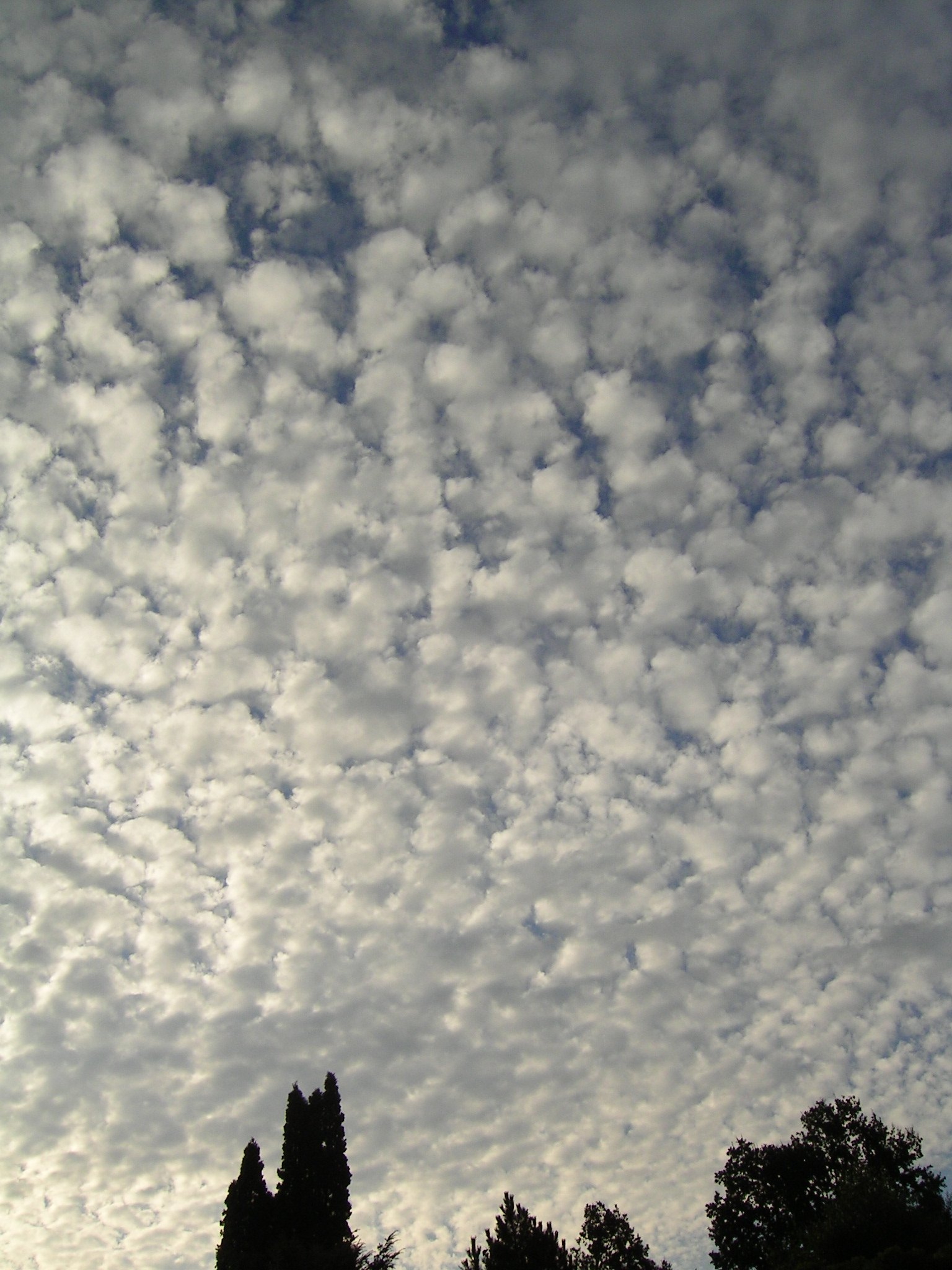
Altocumulus stratiformis perlucidus: Der Himmel ist durch kleine Lücken klar sichtbar.

Perlucidus (lat. „durchsichtig“; Abk.: pe) sind Wolken in ausgedehnten Flecken, Feldern oder Schichten mit deutlich ausgeprägten, jedoch nur sehr kleinen Lücken zwischen den einzelnen Wolkenteilen. Durch diese Zwischenräume sind Sonne, der Mond, das Himmelsblau oder darüber liegende Wolken klar sichtbar. Diese Unterart kann gleichzeitig mit den Unterarten translucidus oder opacus beobachtet werden.
Diese Bezeichnung wird bei Altocumulus und Stratocumulus angewendet.